# 요한 파리치다

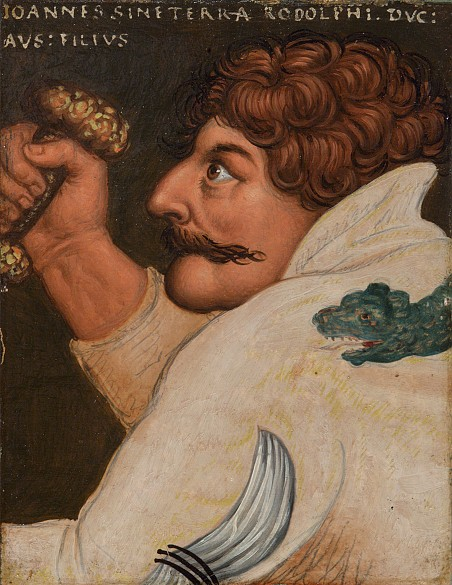
요한 파리키다의 초상화, 안톤 보이스 작, 비엔나 빈 미술사 박물관

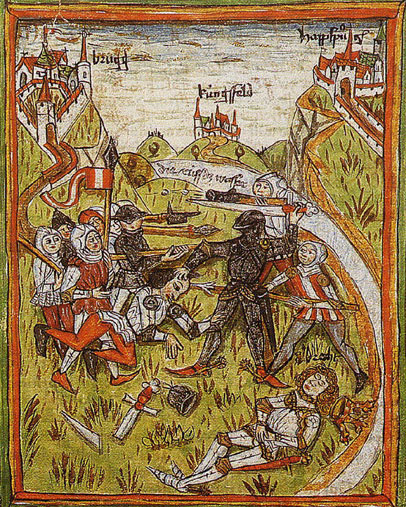
알브레히트 1세의 암살, 오스트리아 95인 통치자 연대기, 14세기

요한 파리치다(독일어: Johann Parricida, 1290년경 – 1312/13년) 또는 요한 폰 슈바벤(Johann von Schwaben)은 합스부르크가 출신의 오스트리아 공작 루돌프 2세와 보헤미아의 왕 오타카르 2세의 딸 아그네스의 아들이었다. 그의 삼촌인 독일의 알브레히트 1세를 살해함으로써 그는 신성 로마 제국에 세습 군주제를 세우려는 합스부르크 왕조의 첫 번째 시도를 좌절시켰다. '파리치다'(Parricida)는 "존속살해자"라는 뜻의 칭호이다.

## 생애
요한은 독일 왕 루돌프 1세의 막내아들인 아버지 루돌프 2세가 죽기 직전이나 직후에 태어났다. 그의 어머니는 보헤미아의 왕 오타카르 2세의 딸 아그네스였다. 그는 보헤미안 궁정과 합스부르크 왕가의 슈바벤 고향 영토에 있는 브루크 마을에서 어린 시절을 보냈다. 그곳에서 그는 1294년 증서에서 직위 공작으로 언급된다.
요한의 아버지는 1283년 〈라인펠덴 조약〉에 따라 형인 알브레히트 1세를 위해 오스트리아와 스티리아의 합스부르크 공국에 대한 권리를 포기해야 했다. 그로 인해 그는 상속권을 박탈당했다고 느꼈다. 그가 성인이 되었을 때, 1298년 나소의 아돌프를 상대로 로마 왕을 선출하는 선거에서 마침내 승리한 삼촌에게 가문 재산의 일부를 요구했다. 그러나 그의 바람은 충족되지 않았고, 라인펠덴 조약에 의해 그의 아버지에게 수여된 전 오스트리아 슈바벤 영토에서 어떠한 보상도 받지 못했다. 1306년 알브레히트 1세는 그의 아들인 루돌프 3세를 보헤미아 왕좌에 앉힘으로써 조카의 상속권을 거부한다. 이에 요한은 “땅없는 공작”(헤르초그 안란트)으로 조롱을 받았고, 슈바벤 귀족 출신의 몇몇 동료들과 함께 왕을 살해할 계획을 세웠다.
1308년 4월 30일 저녁에 알브레히트가 빈터투어에서 개최한 합스부르크 가문 연회에 초대받은 요한은 삼촌이 제안한 꽃 화환을 거절하면서 스캔들이 들끓었다. 다음 날 알브레히트 왕은 집으로 돌아오는 길에 빈디쉬 근처 로이스강을 건널 때 시종들과 헤어지고, 요한과 그의 공모자들에게 즉시 공격을 받았다. 요한은 말없이 삼촌을 향해 말을 타고 두개골을 쪼개었다. 그는 알브레히트의 아들들의 복수를 피했고, 그 시점부터 그의 운명은 알려지지 않았다. 같은 해, 선제후들은 룩셈부르크 백작 헨리 7세를 알베르트의 후계자로 선택했고, 요한을 제국의 금지령(라이히사흐트) 아래에 두었다. 요한은 이탈리아로 도피하여 피사 수도원으로 피신한 것으로 알려졌으며, 1313년 그곳에서 하인리히 7세 황제가 방문했다고 한다. 1322년 뮐도르프 전투에서 알브레히트의 아들 프리드리히 페어가 패배한 후, 합스부르크 왕조는 1438년 알브레히트 2세가 선출될 때까지 독일 왕조를 되찾을 수 없었다.

## 픽션 속 등장인물
요한의 캐릭터는 프리드리히 쉴러가 그의 1804년 드라마 빌헬름 텔에서 등장시켰다. 도망친 요한은 텔의 집에 도착하여 도움을 구하며, 적에게 복수해야 한다고 주장한다. 텔은 저울질을 거부하고, 그를 이탈리아로 보내 교황의 사면을 구하라고 조언한다.
요한의 운명은 아네테 폰 드로스테휠스호프의 시 《탈의 백작》(Der Graf von Thal, 1838)과 1846년 카를 뢰베(Op. 114)의 발라드 《피사의 수도승》(Der Mönch zu Pisa)을 작곡한 오스트리아 작가 요한 네포무크 포글(Johann Nepomuk Vogl)에 의해 더욱 영속화되었다. 역사 드라마로는 아우구스트 고틀립 마이스너의 《슈바비아의 요한》(Johann von Schwaben, 1770)과 율리우스 그로세의 《슈바비아의 요한》(Johann von Schwaben, 1870) 등의 작품이 있다.